# Eupithecia rufivenata
Eupithecia rufivenata är en fjärilsart som beskrevs av W. Warren 1907. Eupithecia rufivenata ingår i släktet Eupithecia och familjen mätare. Inga underarter finns listade i Catalogue of Life.